# Jeff Corwin
Jeffrey Scott Corwin nascido em 11 de julho de 1967, em Norwell, Massachussets, é um apresentador, biólogo e conservacionista da natureza e fundador do Ecozone, museu interativo focado em conservação ecológica das zonas úmidas de Massachusetts.

## Vida
Jeff estudou a vida toda em Massachussets. Fez mestrado em ciência na conservação da fauna e da pesca, da Universidade de Massachusetts em Amherst. Trabalha e ganha vários prêmios na área.
Possui um ideal e acredita firmemente que através da educação e conscientização, os recursos naturais, todos eles, serão conservados para as gerações futuras.
Além de tudo Jeff, possui uma boa aparência e já chegou inclusive a ser escolhido pela People Magazine's, uma revista especializada em beleza, uma das 50 pessoas mais bonitas do Mundo.
Quando não está viajando o mundo ou dando palestras, Corwin gosta de ficar em casa com sua esposa e a filha Natasha Maya Rosa.

## Projetos
Famoso por produzir e apresentar programas de canais de televisão da Animal Planet e Discovery Network, seus programas são vistos em mais de 120 países.
No Brasil The Jeff Corwin Experience passa a ser apresentado pela Band como As aventuras de Jeff Corwin, no horário da tarde e posteriormente dentro do programa Vídeo News.
Seu projeto mais recente é 100 Heartbeats, livro e documentário da MSNBC que tem a missão de atrair holofotes para as espécies em perigo e para os heróis que lutam por sua conservação.

## Filmografia
- Going Wild With Jeff Corwin:  Disney Channel 1997–1999.
- The Jeff Corwin Experience:  Animal Planet 2001–Presente.
- Jeff Corwin Unleashed:  Discovery Kids Channel 2003.
- Giant Monsters:  Animal Planet 2003.[3]
- King of the Jungle:  Animal Planet 2003-2004.[4]
- Corwin's Quest:  Animal Planet 2005.
- Into America's West:  Travel Channel 2008.[5]
- Into Alaska:  Travel Channel 2007.[6]
- Feeling the Heat:  Partnered with Defenders of Wildlife 2009.[7]
- Future Earth: 100 Heartbeats: MSNBC 2009.[8]
- Extreme Cuisine with Jeff Corwin:  Food Network 2009-10.[9]
- Ocean Mysteries with Jeff Corwin: ABC 2011-2016
- Ocean Treks with Jeff Corwin: ABC since 2016

Jeff também fez uma aparição na série de televisão CSI: Miami, interpretando ele mesmo, outros aparições na televisão ocorreu em Today Show, Good Morning America, Tonight Show com Jay Leno, Oprah, entre outros.
Em 2004, Jeff ganhou o Emmy de melhor ator em série de crianças.